# Daniel Ash
Pour les articles homonymes, voir Ash.
Daniel Gaston Ash (né le 31 juillet 1957, à Northampton, Angleterre) est un guitariste, parolier et chanteur. Il est devenu célèbre à la fin des années 1970 en tant que guitariste du groupe emblématique de rock gothique Bauhaus, qui a donné naissance à deux groupes apparentés dirigés par Ash: Tones on Tail et Love and Rockets. Récemment, il a retrouvé son coéquipier Kevin Haskins pour former Poptone, une rétrospective de leurs carrières respectives, mettant en vedette la fille de Kevin, Diva Dompe, à la basse. Il a également enregistré plusieurs albums solo. Plusieurs guitaristes ont répertorié Ash comme une influence, notamment Dave Navarro de Jane's Addiction , Kim Thayil de Soundgarden et John Frusciante des Red Hot Chili Peppers. 

## Biographie
Après être allé à de nombreux concerts durant son adolescence, Ash a décidé de se produire sur une scène d'une manière ou d'une autre. Il a commencé à jouer de la guitare vers l'âge de 15 ans, mais a avoué avoir été très paresseux et n'avoir appris que trois accords, et rien de plus, pendant environ trois ans. Il a commencé à jouer dans des groupes de reprises, souvent avec ses futurs camarades David J et Kevin Haskins, qu'il connaissait depuis la maternelle. Son premier concert a eu lieu au Glasgow Rangers Workman's Club.

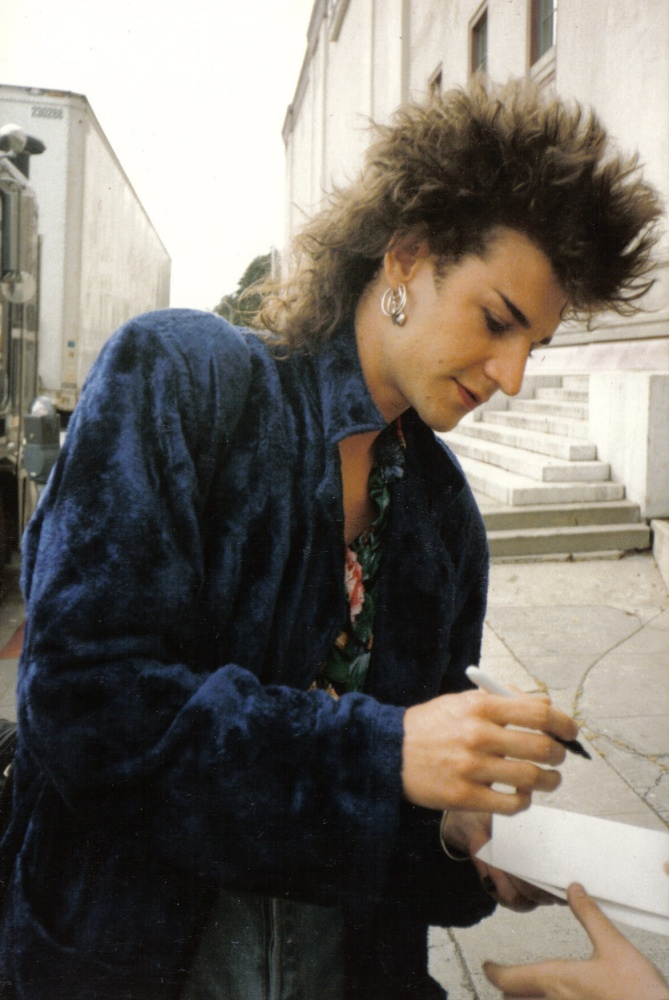
Daniel Ash en 1986

Ash était devenu ami avec Peter Murphy pendant son adolescence. Ash était à l'école d'art et Murphy travaillait dans une imprimerie. Ils se sont retrouvés cinq ans plus tard et Ash lui a suggéré de former un groupe. Aménageant un espace de répétition de fortune, Ash a joué du blues Echo à 12 mesures, tandis que Murphy chantait une série d'articles de journaux. Quatre semaines plus tard, ils formèrent Bauhaus et enregistrèrent leur tout premier single "Bela Lugosi's Dead".
Cette chanson, sortie en 1979, est devenue l'une des chansons les plus influentes de la musique gothique, même s'ils se considéraient comme un groupe de "dark glam" et se sont toujours distancés du label gothique. Dès le début, Ash avait l'intention de sonner original et essayait souvent de "faire en sorte que la guitare ne sonne pas comme une guitare". Ash a travaillé pour développer un style de guitare qui comprenait des sons d'un autre monde et atmosphériques en utilisant un EBow. Il a généralement utilisé une guitare Telecaster , des amplificateurs HH et des enceintes Marshall 4x12 pour son équipement de scène. Plus tard dans sa carrière, il s'est fortement appuyé sur le système Fernandes Sustainer pour obtenir des sons similaires à l'EBow.
Après près de cinq ans d'enregistrement et de performance, Bauhaus rompt et Ash crée Tones on Tail avec le batteur de Bauhaus Kevin Haskins. Comme Ash les a décrits: "Nous étions une équipe hétéroclite d'individus qui voulaient essentiellement ressembler à un groupe de Vénus ou de Mars !" En 1984, Tones on Tail est dissous ; Ash fonde alors Love and Rockets en 1985 avec Haskins et David J, également de Bauhaus. Dans une interview en juin 2009, Ash a catégoriquement déclaré qu'il n'avait plus l'intention de jouer avec Love and Rockets.
Ash a déclaré que les solos de guitare ne l'intéressaient pas beaucoup, car cela mettait l'accent sur l'ego du musicien. Il se soucie beaucoup plus de l'art d'écrire des chansons et de la production globale d'une chanson plutôt que de se concentrer sur la guitare ou tout autre instrument. Au cours des dix dernières années, il a expérimenté davantage avec la musique électronique, à la fois avec Love and Rockets et en solo, limitant l'utilisation de la guitare comme élément supplémentaire aux chansons. Depuis la dernière reformation de Bauhaus, il revient à un son rock plus basé sur la guitare.
En 2008, Bauhaus sort Go Away White, leur premier album studio en 25 ans, suivi d'une tournée mondiale.
Love and Rockets a joué pour la dernière fois au Coachella Music and Arts Festival en 2008.
En juin 2009, Ash a sorti une reprise de la chanson de David Essex "Rock On", mettant en vedette le chanteur Zak Ambrose au chant. Enregistré aux studios Swing House à Hollywood, le morceau est sur le Swing House Sessions Vol 1 EP. Plus tard en 2009, Ash a sorti un EP de quatre chansons exclusivement via iTunes, intitulé "It's A Burn Out"
En mars 2017, Daniel Ash, Kevin Haskins et la fille de Haskin, Diva Dompé, ont annoncé le projet POPTONE ainsi qu'une tournée aux États-Unis, avec des chansons de Tones on Tail, Love and Rockets et Bauhaus.

## Discographie en Solo

### Albums Studio
| Année | Albums                                                |
| ----- | ----------------------------------------------------- |
| 1991  | Coming Down - Label: Beggars Banquet Records          |
| 1992  | Foolish Thing Desire - Label: Beggars Banquet Records |
| 2002  | Daniel Ash - Label: Psychobaby Records                |
| 2005  | Come Alive - Label: Psychobaby Records                |

### Singles
| Année | Albums                                                                          |
| ----- | ------------------------------------------------------------------------------- |
| 1991  | "This Love" - Label: Beggars Banquet Records                                    |
| 1991  | "Walk This Way" - Label: Vertigo Records                                        |
| 1992  | "Get Out of Control" - Label: Columbia Records/Sony BMG/Beggars Banquet Records |
| 199?  | "Here She Comes" - Label:                                                       |
| 2000  | "Daniel Ash EP" - Label: Self Released                                          |
| 2000  | "Burning Man" - Label: Plastik Records                                          |
| 2001  | "Spooky" - Label: Psychobaby Records                                            |
| 2002  | "Burning Man x6 + 1" - Label: Psychobaby Records                                |